# الشباب الألماني الحر
الشباب الألماني الحر، المعروف أيضًا باسم FDJ (بالألمانية: Freie Deutsche Jugend)، هي حركة شبابية في ألمانيا. في السابق كانت الحركة الشبابية الرسمية لجمهورية ألمانيا الديمقراطية حزب الوحدة الاشتراكية الألماني. 
كانت المنظمة مخصصة للشباب، من الذكور والإناث، الذين تتراوح أعمارهم بين 14 و25 عامًا وتشكل حوالي 75٪ من الشباب في ألمانيا الشرقية السابقة.  في 1981-1982، كان هذا يعني 2.3 مليون عضو.  بعد أن كان عضواً في Thälmann Pioneers، والذي كان لأطفال المدارس الذين تتراوح أعمارهم بين 6 و14 عامًا، عادة ما ينضم شباب ألمانيا الشرقية إلى FDJ. 
كان من المفترض أن تكون الشباب الألماني الحر"مساعدا موثوقا به واحتياطيا من حزب العمال"، أو حزب الوحدة الاشتراكية في ألمانيا، وكان عضوا في الجبهة الوطنية وله ممثلون في مجلس الشعب.  كان الهدف السياسي والأيديولوجي لـالشباب الألماني الحر هو التأثير على كل جانب من جوانب حياة الشباب في جمهورية ألمانيا الديمقراطية، وتوزيع الماركسية - اللينينية وتعزيز السلوك الشيوعي.  كانت العضوية في الشباب الألماني الحر طوعية اسميا. ومع ذلك، فإن أولئك الذين لم ينضموا إلى الوصول إلى الإجازات المنظمة قد فقدوا، ووجدوا صعوبة في (إن لم يكن من المستحيل) القبول في الجامعات وممارسة مهن مختارة. غالبية الشباب الذين رفضوا الانضمام فعلوا ذلك لأسباب دينية.

## التاريخ

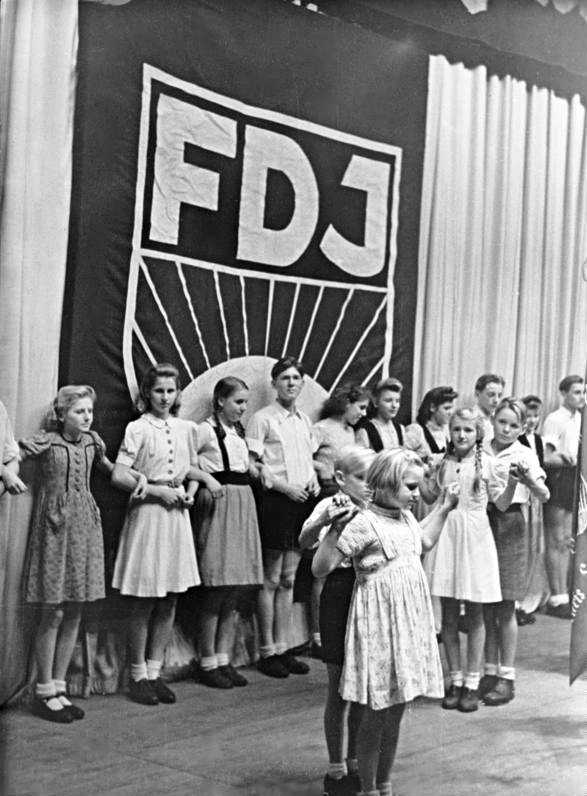
تأسيس الشباب الألماني الحر في برلين، نوفمبر 1947

تأسست في عام 1946 في منطقة الاحتلال السوفيتي